# خان‌آباد (افغانستان)
خان آبادشهری در زون شمالشرق افغانستان است که در ولسوالی خان‌آباد ولایت کندز واقع شده‌است. خان آباد ۷۵٬۵۴۶ نفر جمعیت دارد و ۵۲۲ متر بالاتر از سطح دریا واقع شده‌است.